# Dom przy Trubnej
Dom przy Trubnej / Dom na ulicy Trubnej (ros. Дом на Трубной, Dom na Trubnoj) – radziecki czarno-biały film niemy z 1928 roku w reżyserii Borisa Barneta. Komedia satyryczna wzorowana pod względem dramaturgicznym i gagowym na utworach chaplinowskich.

## Fabuła
Film ukazuje dzieje młodej wiejskiej dziewczyny – Parani Pitunowej, która przybywszy do miasta podejmuje pracę jako pomoc domowa. Dziewczyna jest wyzyskiwana przez pracodawców. Po wstąpieniu do Związku Zawodowego osiąga poczucie własnej wartości oraz świadomość klasową.

## Obsada
- Wiera Mariecka jako Parania Pitunowa
- Władimir Fogiel jako fryzjer Golikow
- Jelena Tiapkina jako pani Golikowa
- Siergiej Komarow jako Ladow
- Aniel Sudakiewicz jako pokojówka Marina
- Ada Wójcik jako Fienia
- Władimir Batałow jako szofer Siemion Bywałow
- Aleksandr Gromow jako wujek Fiedia
- Władimir Uralski